# Charles Lory

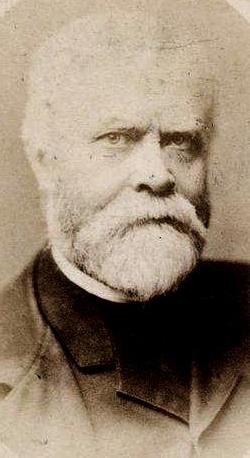
Lory in 1889

Charles Lory (Nantes, 30 juli 1823 - Grenoble, 3 mei 1889) was een Franse geoloog. Hij richtte zich op de geologie van de Franse Alpen.

## Biografie
Hij studeerde af als D.Sc. in 1847. In 1852 werd hij benoemd tot hoogleraar geologie aan de Universiteit van Grenoble en in 1881 aan de École Normale Supérieure in Parijs.
Hij was betrokken bij geologisch onderzoek van de departementen Isère, Drôme en de Hautes-Alpes, waarvoor hij kaarten maakte. Hij behandelde ongeregeldheden in de Savoye-Alpen, beschreef waaierachtige structuren en bevestigde de opvattingen van Jean Alphonse Favre met betrekking tot omverwerpingen, omkeringen en duplicatie van de lagen.
Zijn bijdragen aan de geologische literatuur omvatten ook beschrijvingen van de fossielen en stratigrafische indelingen van de rotsen uit het Onder Krijt en het Jura van de Jura.

## Erkentelijkheden
- In de Bastille van Grenoble verwijst een bord naar hem als eerbetoon.

- Bibliothèque nationale de France: cb15366348w (data)
- Gemeinsame Normdatei: 1122658052
- International Standard Name Identifier: 0000 0000 7369 1210
- SNAC: w6349t82
- Système universitaire de documentation: 099067714
- Virtual International Authority File: 34757098
- WorldCat: E39PBJbCKvCGBKbg8fK3JMpF8C